# Дисоциация (психология)
Дисоциацията е неочаквано частично или пълно разпадане на нормалната интеграция на съзнанието на личността или психологическото функциониране, което не може да бъде лесно обяснено от личността. Дисоциацията е душевен процес, който прекъсва връзките между мислите, спомените, чувствата, действията или чувството за идентичност на личността. Дисоциацията е нормален отговор на травма и позволява на ума да се дистанцира от преживяванията, които са прекалено много за психиката по това време. Дисоциативните разпадания може да засегнат всеки аспект на личностното функциониране. Макар че някои дисоциативни разпадания включват амнезия, повечето от дисоциативните събития не включват. Докато дисоциациите са обикновено неочаквани, те типично се преживяват като обезпокоителни, автономни смущения в обикновените начини на личността да отговаря и функционира. Поради тяхната неочаквана и широко необяснима природа, те са явяват изключително изваждащи от равновесие. Дисоциацията е често завършващ механизъм за оцелели от травма.